# カンザスシティ・カウボーイズ (1888-1889年)

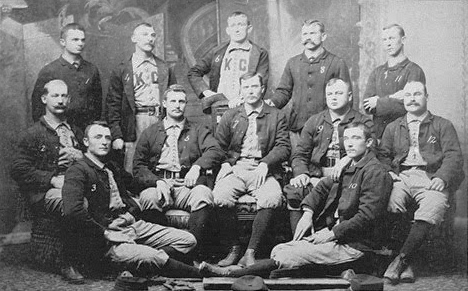
1888年

カンザスシティ・カウボーイズ（Kansas City Cowboys）は、1888年から1889年にかけて、ミズーリ州カンザスシティを本拠地として、アメリカン・アソシエーションに加盟していたプロ野球チーム。

## 球団史
1886年にナショナルリーグに1年だけ参加したカウボーイズが解散した翌年の1887年、当時のウエスタンリーグの球団拡張に合わせて結成された。翌1888年にアメリカン・アソシエーションに加盟する際、当時のブルックリン・ドジャースやボルチモア・オリオールズから多くの選手を補強したが、チームはなかなか勝てなかった。投手力に難があり、ブルックリンから獲得した投手のヘンリー・ポーターは1888年に敗戦（37）、自責点（219）、被安打（527）、被本塁打（16）の部門でリーグワースト、もう一人の投手トム・サリバンは暴投（28）と与死球（24）がリーグワーストを記録し、この年のリーグ最下位となった。
7月31日にマイナーのウースター球団からビリー・ハミルトンという俊足選手を獲得。ハミルトンは翌年の1889年にリーグ最多の111盗塁を記録し、以後3年連続の100盗塁を含むシーズン最多盗塁計5度獲得という名選手に成長する。カウボーイズは2年目の1889年シーズン前半を勝率5割近くまで盛り返したが、同年6月8日から10連敗を喫して後退、リーグ7位の結果に終わり、チームは同年を最後に解散した。

## 戦績
| 年度   | リーグ | 試合 | 勝利 | 敗戦 | 勝率 | 順位 | 監督                                           | 本拠地             |
| ------ | ------ | ---- | ---- | ---- | ---- | ---- | ---------------------------------------------- | ------------------ |
| 1888年 | AA     | 132  | 43   | 89   | .326 | 8位  | デーブ・ロウ サム・バークリー ビル・ワトキンス | Association Park I |
| 1889年 | AA     | 139  | 55   | 82   | .401 | 7位  | ビル・ワトキンス                               | Exposition Park    |

## 所属した主な選手
- ジム・バーンズ：通算打率.305。1889年の5本塁打は球団記録。
- ビリー・ハミルトン：カンザスシティでデビュー、通算912盗塁。後にアメリカ野球殿堂入り。
- ジム・コンウェイ：投手。通算22勝29敗。うち19勝をカンザスシティで挙げた。

## 主な球団記録
打撃記録
- 通算安打数：196（ジム・バーンズ）
- 通算本塁打：5（ジム・バーンズ）
- 通算打点数：101（ジム・バーンズ）
- 通算得点数：165（ビリー・ハミルトン）
- 通算盗塁数：130（ビリー・ハミルトン）

投手記録
- 通算勝利数：19（ジム・コンウェイ、パーキー・スワーツェル）
- 通算奪三振：154（ヘンリー・ポーター）